# Marco Cimatti
Marco Cimatti (født 13. februar 1913, død 21. maj 1982) var en italiensk cykelrytter, som deltog i de olympiske lege 1932 i Los Angeles.
Cimatti deltog i banecykling ved OL 1932 i Los Angeles. Han var med på det italienske hold i 4000 m forfølgelsesløb, der indledte med at vinde kvalifikationsrunden blandt de fem deltagende hold i ny olympisk rekord. Italienerne vandt derpå deres semifinale mod Canada, inden de i finalen mødte Frankrig. De to hold lå meget lige de første otte runder, men italienerne trak fra til sidst og sikrede sig guldmedaljerne. Frankrig vandt dermed sølv, mens Storbritannien vandt bronze. De øvrige ryttere på det italienske hold var Paolo Pedretti, Alberto Ghilardi og Nino Borsari.
I 1934 blev Cimatti professionel med udmærkede resultater, blandt andet i Giro d'Italia, hvor han vandt tre etaper i 1937 samt første etape i 1938. Han stod i spidsen for en lille cykelfabrik, der sponserede et professionelt hold i årene efter anden verdenskrig.